# Viticoltore

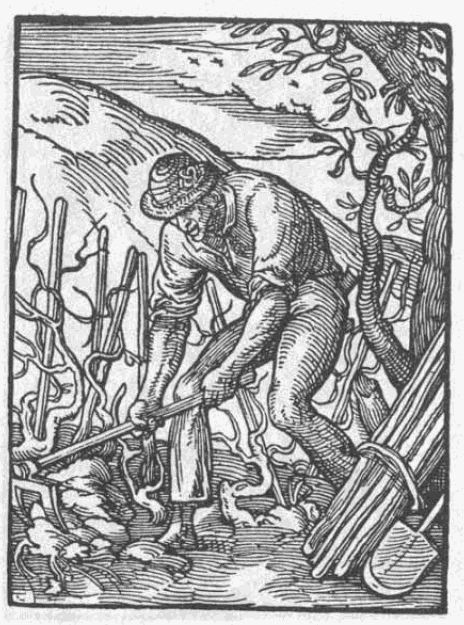
Un viticoltore del tardo Cinquecento che zappa la vigna

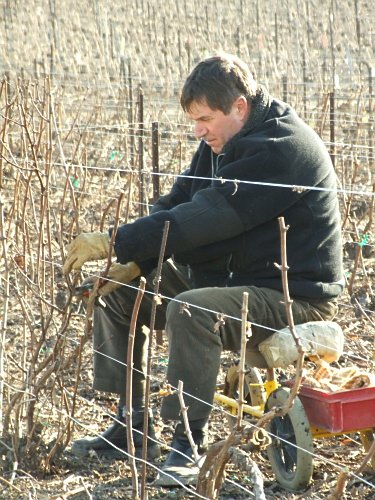
Un viticoltore moderno che pota le viti in inverno della Regione Champagne-Ardenne (Francia)

Il viticoltore è chi possiede o lavora un vigneto al fine di produrre uva, da tavola o da vino, esercitando la viticoltura. Come quello del contadino, questo è uno dei mestieri agricoli più antichi. 

## Storia
Si narra che la prima vigna ben coltivata si trovasse nell'attuale Armenia. Già nella Bibbia viene spiegato come curare, trattare e suddividere le varietà dell'uva, ad esempio evitando di accostare tra loro la varie qualità nei filari. 
Al tempo dei greci e dei romani aumentano nel Mediterraneo i vigneti, dalla Spagna alla Sicilia, dalle coste della Francia alla Turchia. Ad esempio, già nell'Odissea di Omero, nella parte in cui si narra dell'approdo di Ulisse sulle coste tirreniche dell'Italia, viene menzionata la tecnica di spremitura dell'uva selvatica. Questa viene infatti compiuta dall'eroe mitologico greco per far stordire il ciclope Polifemo e per garantirsi la fuga e quindi la salvezza.
Durante il Medioevo il viticoltore sviluppa maggiormente le tecniche di lavorazione dell'uva con macchinari rudimentali spesso mossi dalla forza animale soprattutto degli asini.
Nel XV secolo il viticoltore, soprattutto nel bacino del Mediterraneo europeo, affina molto la sua attività in un ambito più industriale, infatti in questo periodo nascono immensi vigneti e l'imbottigliamento del vino diviene una pratica comune.
Oggi la viticoltura è diffusa un po' in tutta la zona temperata. È degno di nota l'emergere di nuovi paesi produttori d'uva, in particolare delle Americhe e dell'Africa (Argentina, Sudafrica, Brasile, Messico, Stati Uniti), ma anche il fatto che i maestri europei dell'arte viticola abbiano sviluppato nuovi metodi di produzione affiancandoli ai metodi antichi. L'Italia, in particolare, è per queste colture un eccellente paese.
La viticoltura del III millennio è molto tecnologica, ma nelle vecchie aree rurali si usa ancora qualche metodo tradizionale. Anche l'agricoltura biologica, inoltre, ha una notevole influenza in questo campo.